# Kairó
Kairó (arabul: القاهرة, azaz al-Káhirah, jelentése: a Győzedelmes) Egyiptom fővárosa. Első számú politikai, gazdasági és kulturális központja az országnak, jelentős városa az arab világnak, a kiterjedt Közel-Keletnek, emellett az egész iszlám világ egyik legfontosabb kulturális csomópontja is. Itt ülésezik a parlament két háza és a kormány, itt található minden állami és vallási központi hivatal és számos diplomáciai képviselet, illetve az Arab Liga és a szunnita iszlám de facto fejének, az al-Azhar nagyimámjának székhelye. Míg a város hivatalos neve al-Káhirah, a köznyelvben általában csak az ország nevével illetik (Miszr), amit a helyi nyelvjárásban „maszr”-nak ejtenek.
Nagy-Kairó (القاهرة الكبرى al-Káhirah al-Kobrah) igazi megapolisz: területe igen kiterjedt, több mint 3000 négyzetkilométer, népessége több mint 20 millió fő, ezzel Afrika és a tágabb értelemben vett Közel-Kelet legnépesebb városa, a nigériai Lagos régiója mellett Afrika legnagyobb agglomerációja.
A Nílus folyó két partján és szigetein fekszik, Egyiptom északi részén, délre attól a ponttól, ahol a folyó kilép sivatagi völgyéből és három részre ágazik, a hatalmas Nílus-deltát kialakítva. A várost kormányzó irányítja, akit közvetlenül az elnök nevez ki erre a tisztségre. Egyetemek, főiskolák, színházak, múzeumok, felhőkarcolók és emlékművek sokasága is hozzátartozik a sokszínű városképhez, de itt, pontosabban a város agglomerációjába tartozó Gízában találhatók a gízai piramisok, az ókori Egyiptom leghíresebb emlékei is. Míg Kairó nyugati részén elsősorban modern kormányzati és üzleti épületek vannak, addig a keleti részen több ezer műemlék jellegű épület, főleg mecsetek, mauzóleumok, paloták találhatók. 
A Fátimida Kalifátus, az Ajjúbida és a Mamlúk Szultanátus idején nemcsak a világ legnagyobb, de leggazdagabb és legfejlettebb városai közé tartozott. A korszak nagy muszlim tudósai és művészei alkottak Kairóban, ahol a híres Azhar Egyetem, a világ leghosszabb ideje fennálló egyeteme is működik. A város fénykorában (a 10-15. század között) építészeti műremekek tízezrei épültek: paloták, mecsetek, fürdők, kórházak, iskolák és más közintézmények, jócskán megelőzve Európa városainak szervezettségét és fejlettségét, a korban ugyanis – az iszlám világon kívül – hasonlóan modern települések csak Kínában és a nagy indián államokban léteztek. A jelentős építészeti emlékek miatt a várost az ezer minaret városának is szokás nevezni. A történelmi óvárosban található iszlám építészeti remekművek és a gízai piramisok 1979 óta az UNESCO világörökség részét képezik.

## Földrajz

### Földrajzi helyzete
Kairó városának alapterülete 214 négyzetkilométer (Nagy Kairó 3435 négyzetkilométer), Egyiptom északkeleti részén fekszik, a Nílus jobb partján, a tengerszint felett átlagosan 68 méterrel. A város magában foglal két szigetet, Gezīra-t (الجزيرة, Zamalek városrész) és Roda-t (الروضة). A folyó nyugati oldalán a Kairóval szomszédos kormányzóság az al-Dschīza (el-Gīza), ahol többek közt olyan történelmi területek találhatók, mint Gíza. A város földrajzi koordinátái: északi szélesség 30°03' és keleti hosszúság 31°15'.
Az első települést eredetileg a Muqattam hegycsúcsai és a Nílus között alapították, habár ez már nem egyértelműen behatárolható, de valószínűleg ezek között a természetes határok között volt a régi városközpont. A várostól északra egészen a tengerig elnyúlva található a Nílus deltatorkolata. Nyugatra tőle a gízai piramisok fekszenek, délre pedig az ősi Memphisz.

### Geológia
Kairó a Nílus völgyében fekszik, jóllehet nincs kitéve nagy viharoknak, de ehelyett árvizek sújtják, amikor a magasan fekvő Ruandára lezúdul az eső.

### A város fekvése
A települést keletről a Keleti vagy Arab-sivatag zord hegyvidékének előörse, a mindössze 200 méterig emelkedő Muqattam-dombság sziklái, nyugatról a Líbiai-sivatag homokfelszíne határolja. Északra a Nílus-delta, míg délre a Nílus-völgy található.

### Belváros
A belváros jól megkülönböztethetően két részre különül: egy tradicionális és egy modern városrészre. A tradicionális városrész van távolabb a Nílustól, ez a citadella és a Muqattam (المقطّم) hegynél helyezkedik el. Ez a rész főként Kairó iszlám részét foglalja magában, több mecset is található itt.
Az al-Fustat ásatásától délre, Kairó koptok lakta negyede található, amely Ó-Kairónak felel meg. Különlegességnek számít az iszlám negyedtől délkeletre elhelyezkedő úgynevezett Holtak városa, amely egy ókori temetkezési hely volt, de most egy szinte átlagos lakónegyednek néz ki.
Kairó modernebbik részén üzleti negyedet találhatunk, amelyet Mīdān et-Tahrīr (ميدان التحرير), Mīdān el-Ōperā (ميدان الأوبرا), Ramszesz pályaudvar (محطة رمسيس, Mahattat Ramsīs) és a Nílus határolnak. Ettől nyugatra fekszik a Zamaleknek nevezett (الزمالك, ez-Zamālek) lakó és üzleti negyed a Gezīra szigeten, délnyugton pedig Garden City-vel (جاردن سيتي) határos. A lakóházak mintegy 90%-a nincs bevakolva, mert így nem kell utánuk adózni és amúgy is nagyon ritkán esik az eső.

### Elővárosok
A jól ismert előváros, Héliopolisz (مصر الجديدة; Maszr al-Gadída) északkeletre van a várostól. Délre a viszonylag drága Maadi (المعادي, al-Macādī), a jórészt koptok lakta Shubrā (شبرا, Shubrā) északnyugatra, délnyugatra pedig Helwān (حلوان) található.

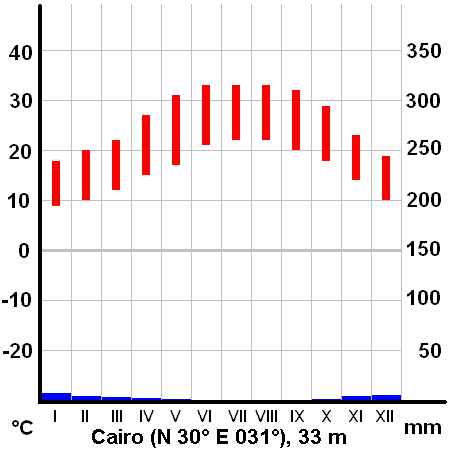
Kairó éghajlata

Különbséget kell tenni az egykori falvak és városok között, amelyek már Kairó részét képezik, és a jól megtervezett külvárosok között, amelyek ugyan Kairóhoz tartoznak, de esetenként akár 100 kilométerre a belvárostól, a sivatagban találhatóak.
Végül meg kell említeni a Nílus jobb partján fekvő közeli településeket Nasser Cityt (مدينة الناصر, Medīnet en-Nāser), 15th of Ramadan Cityt (مدينة ١٥ من رمضان, Medīnet Chamastaschar men Ramadān), a Nílus bal partjáról pedig 6th of October Cityt (مدينة ٦ أكتوبر, Medīnet Sitta Oktōbar) és Sadat Cityt (مدينة السادات, Medīnet es-Sādāt). Ezek közül 6th of October City és Sadat City nem Kairóhoz, hanem Gízához tartozik.

### Klíma
Kairó a szubtrópusi övezetben fekszik. A sokévi átlagos hőmérséklet 21,7 °C, az éves csapadékmennyiség átlagosan 29 milliméter. A legmelegebb hónap a július, amikor átlagban 28 fokot mérnek, a leghűvösebb időszak pedig januárra tehető, ekkor 13,9 fok van átlagban. Az a kevés csapadék általában november és március között esik, alkalmanként négy-hat milliméter. A kairói tavasz egyik kellemetlen jelensége a március és május közötti szeles időszak, a khamszin (az arab szó magyarul ötvenet jelent), melynek során a sivatag mintegy ötven napra „beköltözik” a városba. A forró porral telített déli szél ilyenkor finom homoklepellel borítja be Kairót. A város levegője a nyári hónapok kivételével rendkívül száraz, páratartalma alacsony; ez az oka annak, hogy a hőséget is könnyebben viseli el az európai klímához szokott szervezet. Számos tüdőbeteg és asztmás keres és talál itt gyógyulást éppen a kedvező éghajlat révén.
| Hónap                                      | Jan. | Feb. | Már. | Ápr. | Máj. | Jún. | Júl. | Aug. | Szep. | Okt. | Nov. | Dec. | Év   |
| ------------------------------------------ | ---- | ---- | ---- | ---- | ---- | ---- | ---- | ---- | ----- | ---- | ---- | ---- | ---- |
| Átlagos max. hőmérséklet (°C)              | 18,9 | 20,4 | 23,5 | 28,3 | 32,0 | 33,9 | 34,7 | 34,2 | 32,6  | 29,2 | 24,8 | 20,3 | 27,8 |
| Átlaghőmérséklet (°C)                      | 14,0 | 15,0 | 17,6 | 21,5 | 24,9 | 27,0 | 28,4 | 28,2 | 26,6  | 23,3 | 19,5 | 15,4 | 21,8 |
| Átlagos min. hőmérséklet (°C)              | 9,0  | 9,7  | 11,6 | 14,6 | 17,7 | 20,1 | 22,0 | 22,1 | 20,5  | 17,4 | 14,1 | 10,4 | 15,8 |
| Átl. csapadékmennyiség (mm)                | 5    | 4    | 4    | 1    | 1    | 0    | 0    | 0    | 0     | 1    | 4    | 6    | 25   |
| Havi napsütéses órák száma                 | 217  | 232  | 279  | 300  | 310  | 360  | 372  | 341  | 300   | 279  | 240  | 186  | 3416 |
| Forrás: Meteorológiai Világszervezet, 2010 |      |      |      |      |      |      |      |      |       |      |      |      |      |

## Történelem

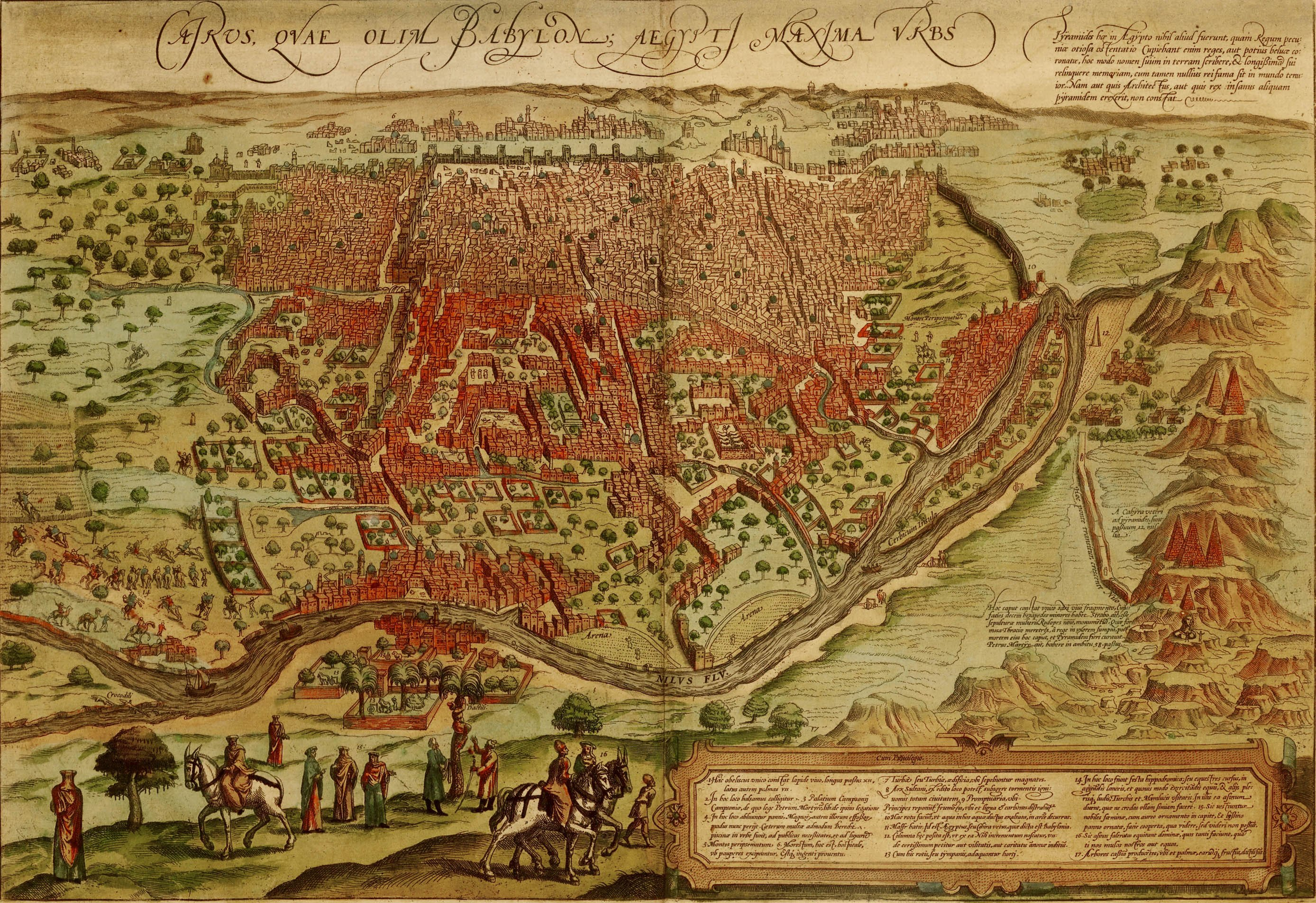
Kairó térképe 1549-ből

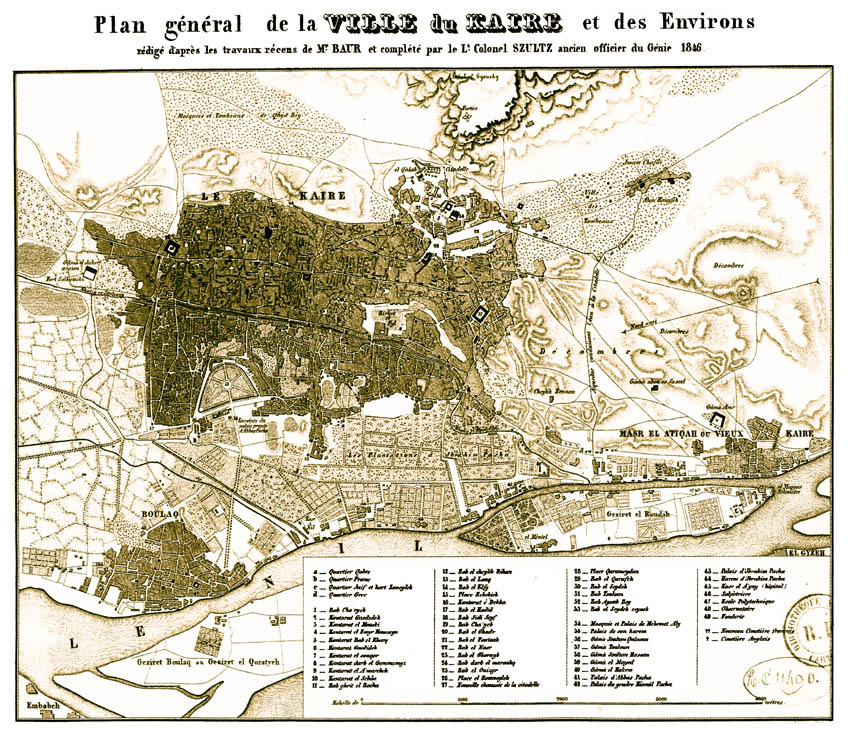
Kairó térképe 1847-ből

Kairó helyén az első települést az i. e. 6. század végén a perzsa Kambúdzsija hívta életre. A háborúskodások során elpusztult városka helyén a Ptolemaioszok uralma idején Babilon (Babylon) néven új település nőtt ki, amelyet a római fennhatóság alatt – részben a közeli Memphisz kőtömbjeiből – jelentős erődítéssé fejlesztettek. Az arabok 639-től fokozatosan foglalták el, s 641-ben hódították meg Egyiptomot Amr ibn al-Ász vezetésével. Ő alapította meg Fusztát városát 643-ban (a mai Kairó déli részén), mely sokáig a tartomány központja és az észak-afrikai terjeszkedés kiindulópontja volt. Ezt a várost illetik Ó-Kairó néven. A legenda szerint a lerombolt Babilon falai előtt felállított vezéri sátor körül jelölte ki a jövendő város helyét, s mivel az el-Fusztát „sátrat” jelent, ezért ered innen az elnevezés. A hatalmi torzsalkodások következtében a 8. század közepén al-Fusztát az Abbászidák kezére került, akik északkeleti irányban tovább bővített várost nagy katonai táborrá építették ki, és nevét al-Aszkarra (jelentése: „tábor”) változtatták. A 9. században az Abbászidák bérbe adták Egyiptomot a törököknek. Az első, 868-ban önállósodó emírdinasztia, a Túlúnidák alapítója Ahmad ibn Túlún a régi várostól északra nagyarányú építkezéseket indított el, és hatalma megszilárdítása érdekében 30 000 fő befogadására alkalmas katonai tábort is létesített. Az új főváros az al-Katái („őrség”) nevet kapta. Bár a Túlúnidák 905-ös bukásakor központjukat nagyrészt lerombolták, hamarosan újra benépesült, és Kairó később bekebelezte.
Magát Kairót Dzsavhar asz-Szikillí vagy más néven Gauhar esz-Szakali, a Fátimidák hadvezére alapította meg, amikor 969-ben elragadta az Ihsídida emírektől Egyiptomot. A város új elnevezése ekkor lett al-Qahira (Kairó). Az al-Qahira elnevezésnek két magyarázata is van: az egyik szerint a győzedelmes hadvezérről, a másik szerint pedig a Mars bolygóról (melyet arabul al-Qahirának, azaz „győzedelmesnek”, „győzelemhozónak” neveztek) nyerte nevét a város. A Tunézia területén székelő Fátimida kalifák is hamarosan ide tették át székhelyüket, melyet később az Ajjúbidák és a mamelukok is örököltek.
1517. április 13-án az Oszmán Birodalom része lett mint vilajetszékhely. 1798. július 24-én Napóleon Bonaparte tábornok seregeivel meghódította a várost, de 1801. június 18-án a törökök visszaszerezték az utánpótlást nélkülöző csapataitól. Mohamed Ali és utódai is itt rendezték be központjukat. 1882-ben Egyiptom brit protektorátus lett. 1922. február 28-án Kairó lett a független Egyiptom fővárosa, amely szerepét 1952, Nasszer köztársasági puccsa után is megőrizte.
Gyors ütemű növekedése során a jeles ókori régészeti lelőhelyeket, Memphiszt és Gízát is bekebelezte.

## Demográfia
Az elmúlt évtizedekben Kairó lakossága gyors növekedésnek indult, 1960 óta a duplájára nőtt. Ennek okai a vidékről fővárosba való áramlás, és a magas természetes szaporodás. A város körüli külvárosok népessége duzzadt meg jelentősen, ami a 2010-es évek végén kb. 9,6 millió fő, de Kairó agglomerációs régiójában több mint 20 milliós népességet jelent.
Nagy-Kairó várható lakossága 2030-ban meghaladja a 25 millió főt.
A város népességének változása (elővárosok nélkül):

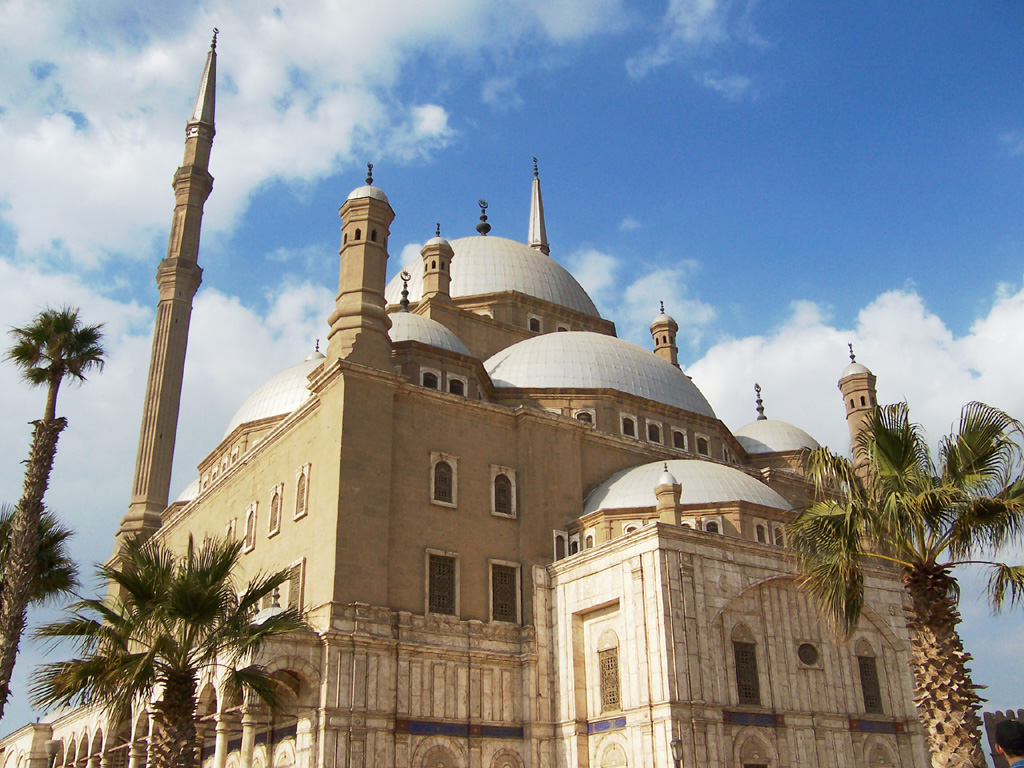
Mohamed Ali-mecset

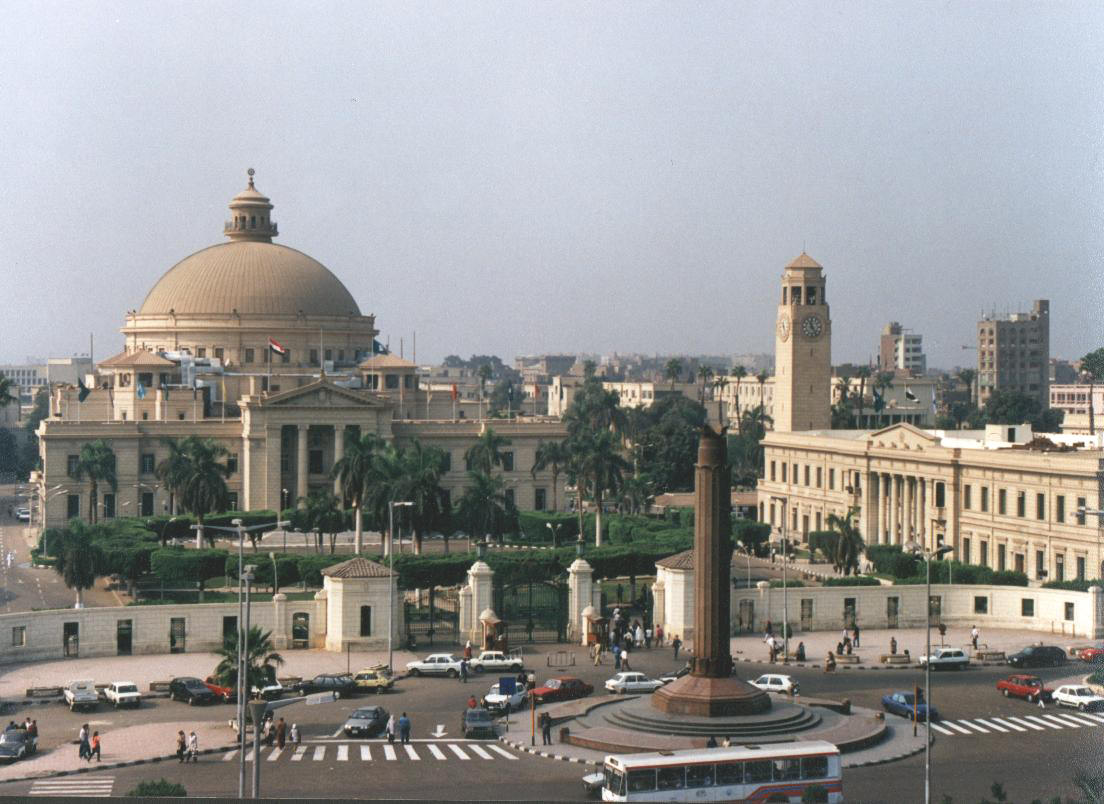
Kairói Egyetem

| Lakosok száma | 200 000 | 282 300 | 374 838 | 624 000 | 790 939 | 2 090 654 | 4 219 900 | 6 052 836 | 7 947 121 | 9 606 916 |
|               | 1800    | 1865    | 1882    | 1904    | 1917    | 1947      | 1966      | 1986      | 2008      | 2018      |

### Nyelv
A városi lakosság az egyiptomi arabot beszéli. Ezt a nyelvjárást beszélik Alsó és Közép-Egyiptomban is. 
Sokan beszélik az angolt, vagy a franciát, vagy mindkettőt, főleg a turizmus miatt.

### Vallás
A város lakossága zömmel muzulmán. A többség szunnita, de vannak még keresztények és zsidók is. A kopt keresztények a lakosság 10%-át teszik ki.
| Lakosságának növekedése 1800-tól | Lakosságának növekedése 1800-tól |
| Év                               | Népesség                         |
| -------------------------------- | -------------------------------- |
| 1800                             | 200 000                          |
| 1859                             | 254 000                          |
| 1865                             | 282 300                          |
| 1870                             | 313 400                          |
| 1877                             | 327 500                          |
| 1882                             | 374 838                          |
| 1897                             | 570 062                          |
| 1907                             | 654 476                          |
| 1917                             | 790 939                          |
| 1927                             | 1 059 800                        |
| 1937                             | 1 312 096                        |
| 1947                             | 2 090 654                        |
| 1960                             | 3 349 000                        |
| 1966                             | 4 219 900                        |
| 1976                             | 5 084 463                        |
| 1986                             | 6 052 836                        |
| 1996                             | 6 789 479                        |
| 2006                             | 7 786 640                        |
| 2008                             | 7 947 121                        |

## Látnivalók
- Az óváros
- Az Egyiptomi Múzeum

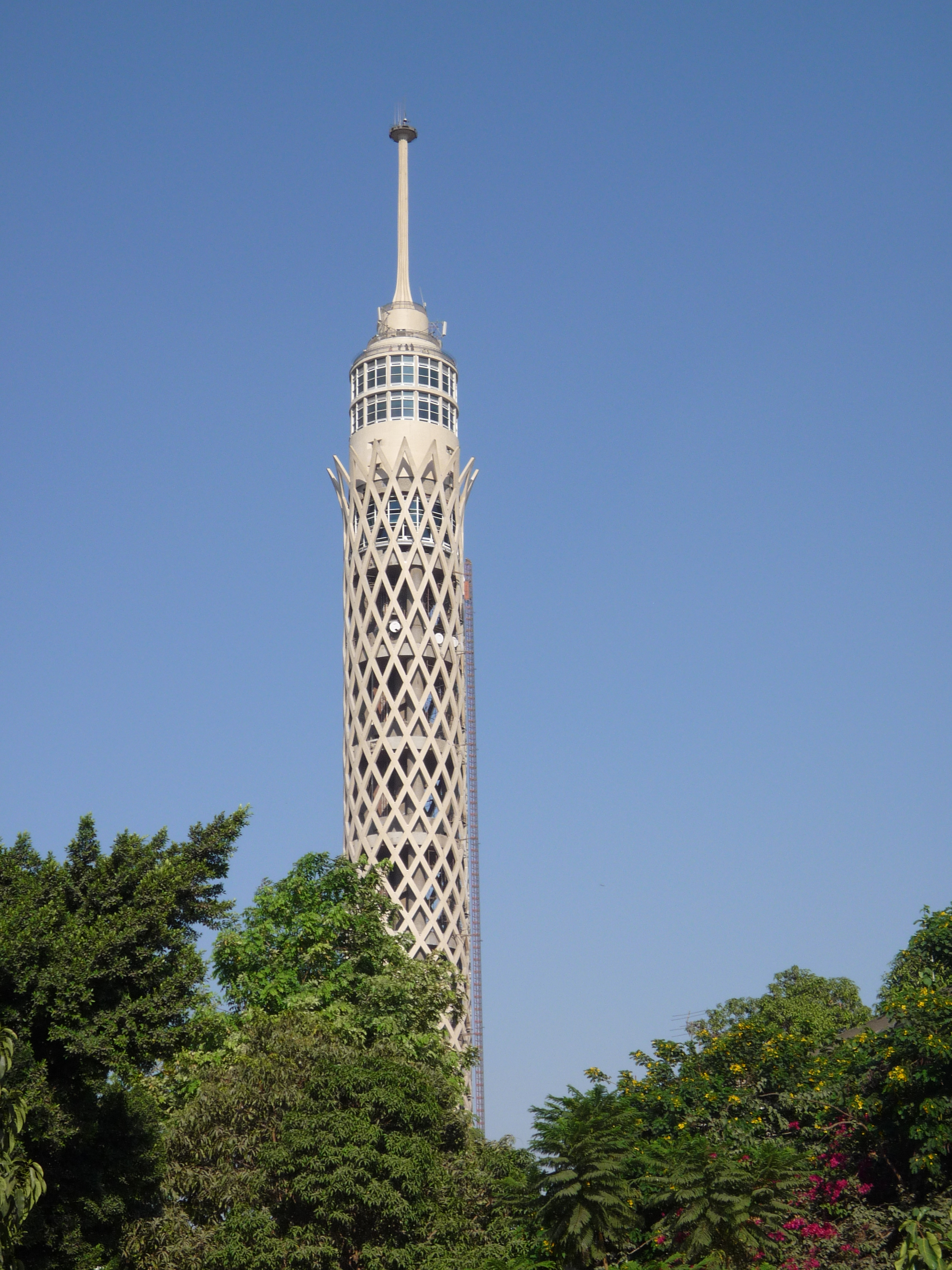
Kairó-torony

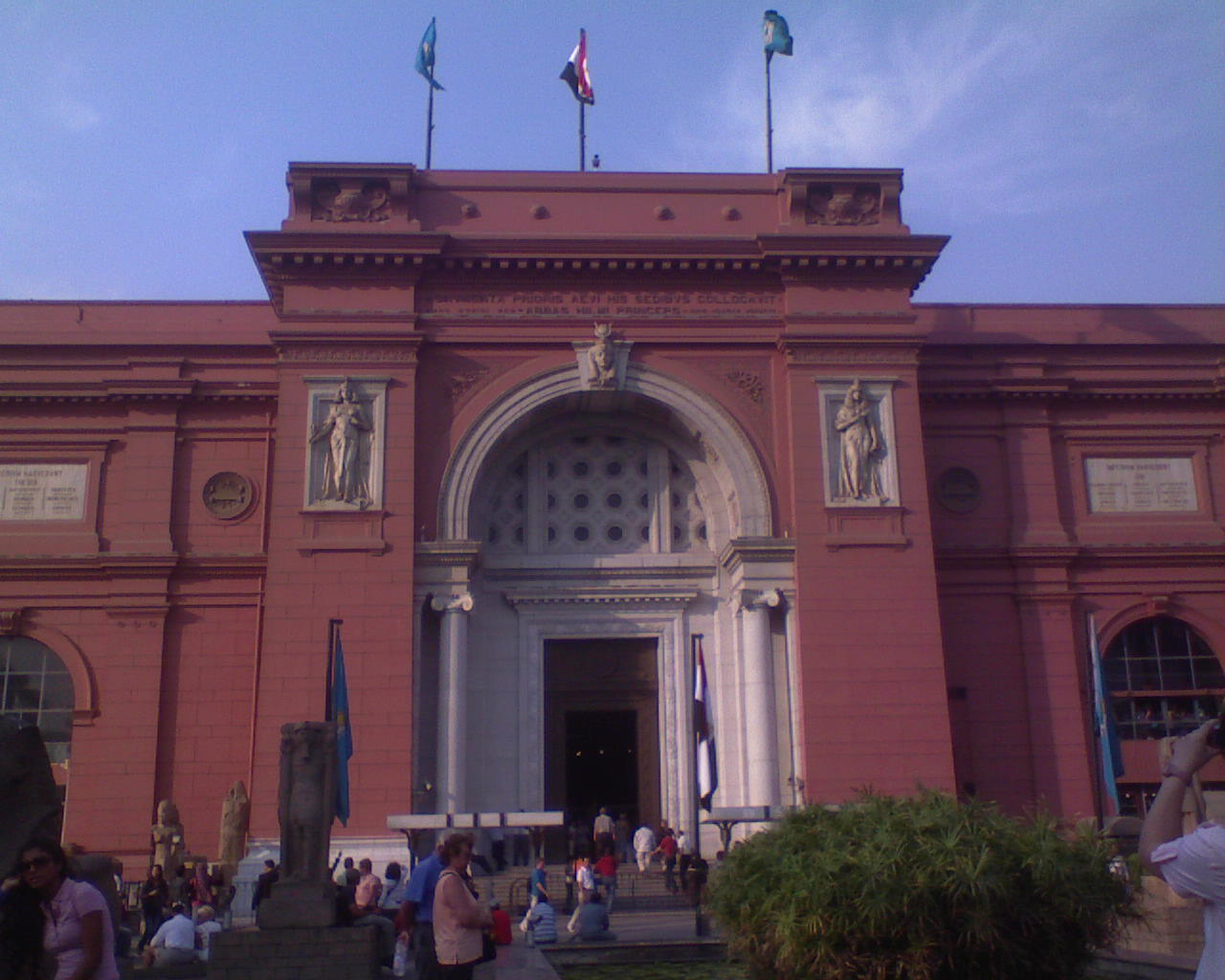
Az Egyiptomi Múzeum

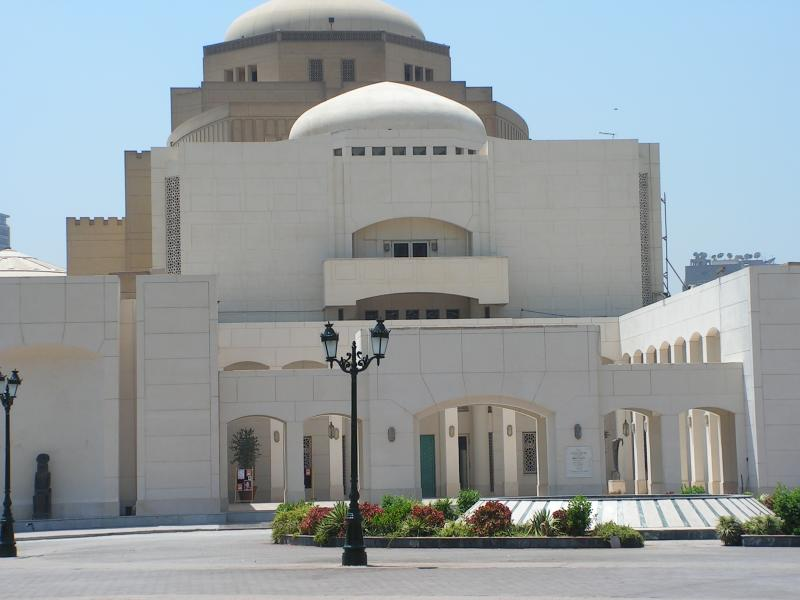
A Kairói Opera épülete

- Abdin Palota. Ma itt van a köztársasági elnök hivatala.
- Abu Szerge-templom az ország egyik legrégibb temploma, az 5. században épülhetett. A legenda szerint Jézus Krisztus és családja itt bújtak Heródes elől egy barlangban, ami ma kripta. Az oszlopokon lévő festmények 18. századiak, az ikonosztáz 12. századi.
- El-Azhar-mecset: Kairó egyik legrégebbi mecsetje 971-ben épült. Emellett a világ legrégebbi egyeteme, ma pedig a teológiai oktatás központja. Mivel már többször újjáépítették és felújították, több stílus jegyeit viseli magán.
- Bayt el-Suhaymi (régi kereskedőház): A török időkben a ház egy kereskedőé volt. A házban minden eredeti, a bútorok, a szobák, a hárem, a kápolna, a fürdő és az ebédlő.
- Ben Ezra-zsinagóga: Egyiptom legrégebbi zsinagógája. Helyén egykor templom állt, ezt alakították át zsinagógává.
- Kairó torony: Gezira szigetén áll, 187 méter magas. Tetejéről páratlan kilátás nyílik a városra.
- Citadella: egy erőd, melyet 1176-ban építtetett Szaláh ed-Din. 1849-ig (Mohamed Ali halála) az összes egyiptomi uralkodó itt élt.
- Bijou-palota: Mohamed Ali építette. Jelenleg múzeum, mely ruhákat, bútorokat és festményeket mutat be.
- Mohamed Ali-mecset: Kairó egyik legkülönlegesebb mecsete. Az épület ugyanis az isztambuli mecsetek mintájára készült. Belseje hatalmas, impozánsan van díszítve. Jobb oldalán nyugszik Mohamed Ali.
- Ibn Túlún-mecset, egykor Egyiptom kormányzója volt. Minaretje csigalépcsős.
- Qájtbáj-mauzóleum, a Keleti Temetőben áll, amit a helyiek Halottak Városának neveznek. Több nagy szultán nyugszik itt, köztük van Qájtbáj is, akinek mauzóleuma 1474-ben épült.
- Haszán szultán-mecset, Kairó egyik legszebbnek mondott mecsete.
- Báb Zuvelja (kapu): A középkorban Kairót 60 kapu vette körül. Ma már csak 3 áll. Báb Zuvelja a déli kapu, egykor kivégzések helyszíne volt.
- A római erődből ma már csak két torony és egy falrészlet áll. Az erőd i. e. 30 körül épült. A fal egykor az egész kopt Kairót körbevette, de a britek lerombolták a 19. században.
- A Szűz temploma (El-Muallaqa-templom): A templom nagyon régi, még a 7. században készült. Faragott márvány szószéke, Szűz Mária és Jézus, illetve Szent Márk ikonja szép látványt nyújt.
- Szolimán kalifa nilométere Roda szigetén.

## Kultúra

### Színház
A városban számos színház, opera és koncertterem található. A Khedivial Operaházat 1869. november 1-jén adták át, ám 1971. október 28-án leégett, ezután Kairó közel két évtizedig maradt operaház nélkül. Az új Kairói Operaházat 1988-ban adta át Hoszni Mubárak elnök. Az új épület japán tőke bevonásával épült, ezzel is megerősítve a japán-egyiptomi együttműködést és a két ország közötti barátságot.

### Múzeumok
- Gíza palota
- Egyiptomi és iszlám múzeum
- Kocsimúzeum
- Kopt Múzeum
- Katonamúzeum
- Egyiptomi Múzeum
- Állami Vasúti Múzeum
- Az Iszlám Művészet Múzeuma

## Oktatás

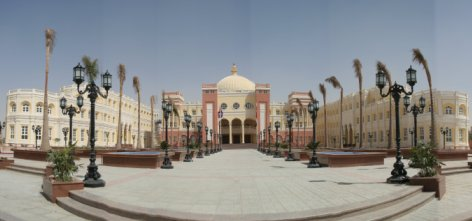
A Brit Egyetem épülete

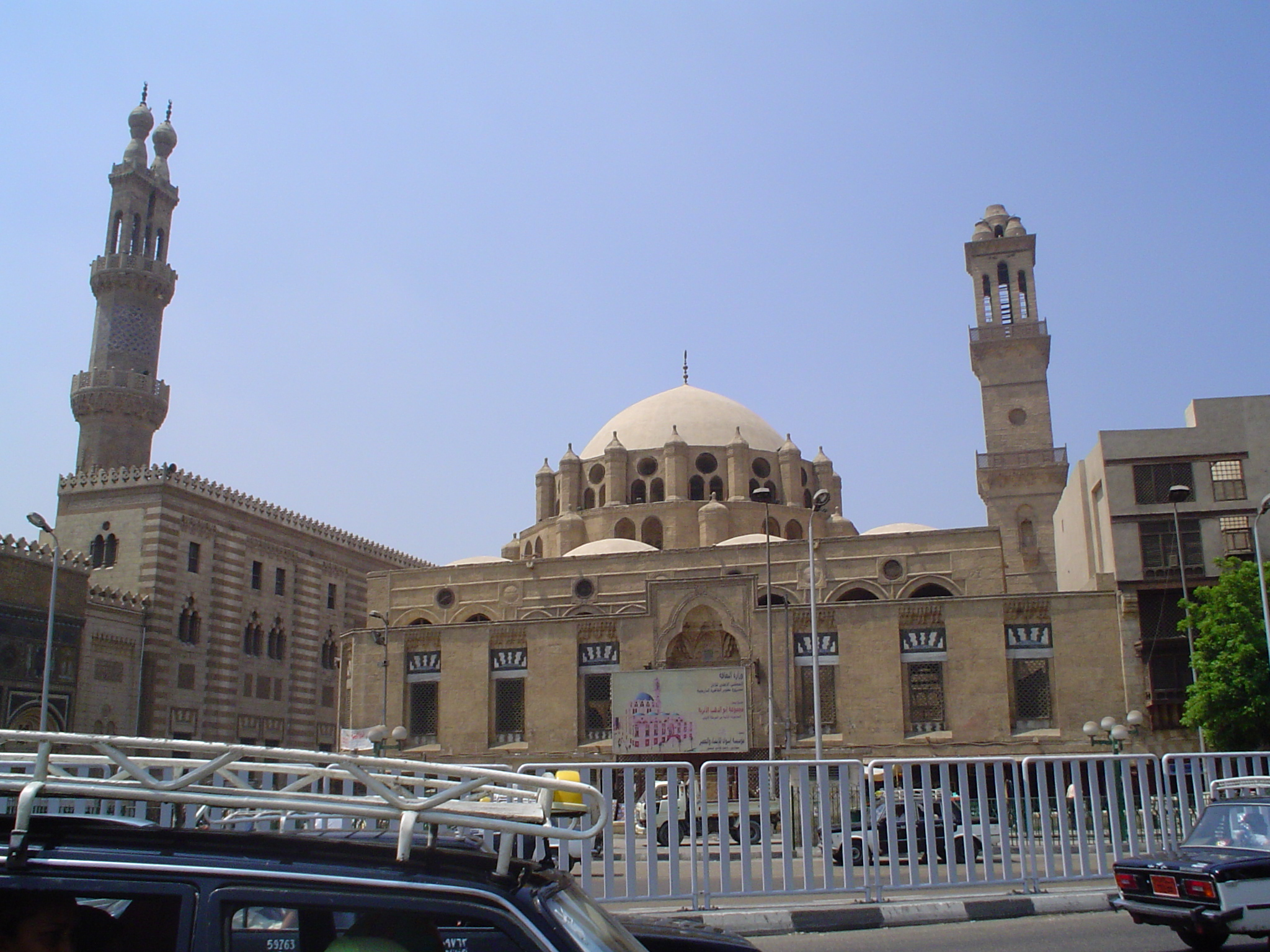
Az Azhar Egyetem épülete

A város egyetemei és alapításuk éve:
- Azhar Egyetem (975)
- Kairó Egyetem (1908)
- Amerikai Egyetem (1919)
- Ain Shams Egyetem (1950)
- Arab Akadémia (1972)
- Helwan Egyetem (1975)
- Szadat Akadémia (1981)
- Maadi Modern Akadémia (1993)
- Misr Nemzetközi Egyetem (1996)
- Modern Tudományok és Művészeti Egyetem (1996)
- Francia Egyetem (2002)
- Német Egyetem (2003)
- Kanadai Nemzetközi Kollégium (2004)
- Brit Egyetem (2005)
- Ahram Kanadai Egyetem (2005)
- Nílus Egyetem (2006)
- Jövő Egyeteme (2006)

## Közlekedés
A városban található Egyiptom legnagyobb és Afrika második legnagyobb repülőtere, a kairói nemzetközi repülőtér, amely az ország légiforgalmának közel a felét bonyolítja. A városban található a világ egyik legnagyobb forgalmú metróhálózata, a kairói metró, emellett busz- és villamosközlekedés is van.

## Testvérvárosok
| - Algír, Algéria - Ammán, Jordánia - Amszterdam, Hollandia - Ankara, Törökország - Athén, Görögország - Bagdad, Irak | - Bejrút, Libanon - Buenos Aires, Argentína - Damaszkusz, Szíria - Jeddah, Szaúd-Arábia - Iszfahán, Irán - Isztambul, Törökország | - Kartúm, Szudán - Lisszabon, Portugália - London, UK - Madrid, Spanyolország - Moszkva, Oroszország - New York, USA | - Párizs, Franciaország - Peking, Kína - Prága, Csehország - Rabat, Marokkó - Róma, Olaszország - São Paulo, Brazília | - Szöul, Dél-Korea - Stockholm, Svédország - Stuttgart, Németország - Tokió, Japán - Toronto, Kanada - Tunisz, Tunézia |

## A város szülöttei
- Miguel Abloniz, olasz zenész
- Jasszer Arafat, volt palesztin elnök
- Mohammed el-Barádei, Nemzetközi Atomenergiai Ügynökség elnöke.
- Dorothy Hodgkin, vegyész, kémikus, krisztallográfus, a kémiai Nobel-díj tulajdonosa
- Nagíb Mahfúz, Nobel-díjas (1988) egyiptomi író
- Mido, (Ahmed Hosszám Huszejn Abd el-Hamíd), egyiptomi labdarúgó

## Fordítás
- Ez a szócikk részben vagy egészben a Cairo című angol Wikipédia-szócikk fordításán alapul.  Az eredeti cikk szerkesztőit annak laptörténete sorolja fel. Ez a jelzés csupán a megfogalmazás eredetét és a szerzői jogokat jelzi, nem szolgál a cikkben szereplő információk forrásmegjelöléseként.
- Ez a szócikk részben vagy egészben a Kairo című német Wikipédia-szócikk fordításán alapul.  Az eredeti cikk szerkesztőit annak laptörténete sorolja fel. Ez a jelzés csupán a megfogalmazás eredetét és a szerzői jogokat jelzi, nem szolgál a cikkben szereplő információk forrásmegjelöléseként.